# Forte do Espírito Santo do Porto do Francês
O Forte do Espírito Santo do Porto do Francês localizava-se no morro fronteiro à barra do porto do Francês, hoje praia do Francês, na cidade de Alagoas, atual Marechal Deodoro, no litoral do estado brasileiro de Alagoas.

## História
Esta estrutura foi identificada como Forte do Francês, e referida como Forte do Espírito Santo. Trata-se de fortificação contemporânea das demais da recém-criada Província de Alagoas, na segunda década do século XIX, e visava defender a barra e o porto do Francês, acesso à antiga Capital da Província. Estava guarnecida por um Cabo e três Soldados, sob o comando do 2ª Tenente de Artilharia Francisco José do Rego Lima Barroso, e artilhada com quatro peças, três de calibre 9 e uma de calibre 6.
Provavelmente de faxina e terra, encontrava-se arruinada já em 1830, quando da inspeção das fortificações daquela Província, efetuada pelo tenente-coronel de Artilharia Francisco Samuel da Paz Furtado de Mendonça. Na época, o Comandante das Armas da Província declarou inútil qualquer ação de reparo, face à despesa para tal e ao desinteresse na manutenção da posição defensiva. Foi abandonado em 28 de janeiro de 1832 por imprestável, atendendo o "Cumpra-se" do presidente da Província, Manuel Lobo de Miranda Henriques (1831-1832), em obediência a Decreto Regencial de 20 de dezembro de 1831. As suas três peças restantes não mais funcionavam, conforme informação do mesmo presidente ao Ministro da Guerra.
O Ofício de 6 de agosto de 1834 do presidente da província, Vicente Tomás Pires de Figueiredo Camargo (1833-1834), ao Ministério da Guerra, informou que foram desarmados o Forte de São Pedro de Jaraguá e o Forte do Espírito Santo, considerados inúteis e de dispendiosa manutenção, solicitando, para o atendimento às suas funções defensivas, um brigue de guerra em Jaraguá 
Em 9 de dezembro de 1839 a sede do governo da província foi transferida da cidade de Alagoas (hoje Marechal Deodoro) para a de Maceió, perdendo, a primeira, a importância estratégica. Uma das peças abandonadas deste forte foi transportada para Maceió em março de 1940 pelo major Bonifácio da Silveira.